# Johann Leonhard Bayrhammer

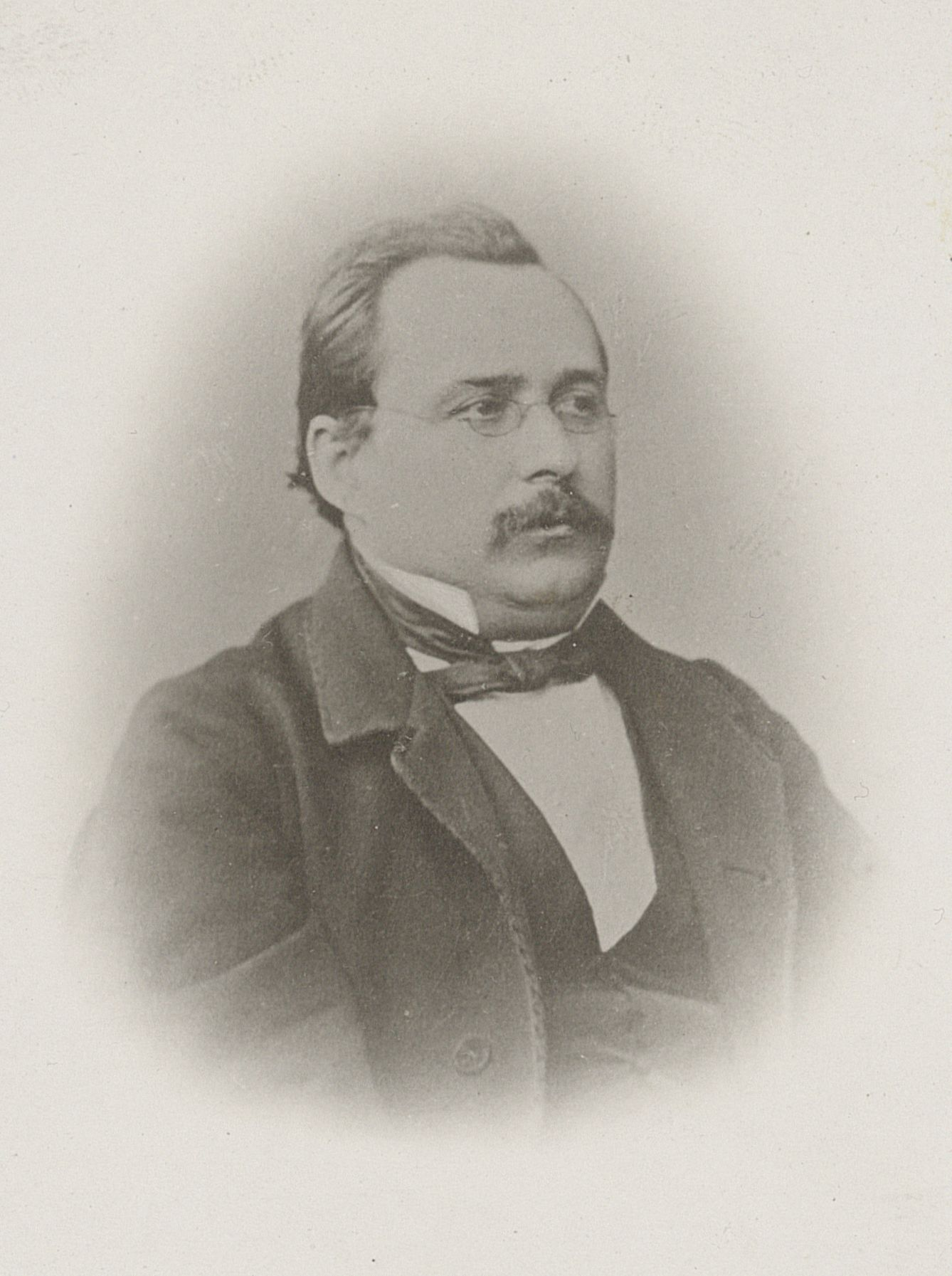
Johann Leonhard Bayrhammer

Johann Leonhard Bayrhammer (* 22. Januar 1828 in Neuler-Binderhof; † 30. Januar 1881 in Ellwangen) war ein Jurist, Bürgermeister, Landtags- und Reichstagsabgeordneter. 

## Leben
Bayrhammer besuchte das Gymnasium und die Eberhard Karls Universität Tübingen, wo er von 1847 bis 1851 Rechtswissenschaft studierte. 1848 wurde er Mitglied des Corps Franconia Tübingen. Nach Abschluss des Studiums arbeitete er als Rechtsanwalt. Ab 1861 war er Stadtschultheiß in Ellwangen. Ab 1862 saß er in der Zweiten Kammer der Württembergischen Landstände. Amt und Mandat behielt er bis zu seinem Tode.
Von 1874 bis 1877 war er zudem Mitglied des Deutschen Reichstags für die Deutsche Zentrumspartei für den Wahlkreis Württemberg 13 (Aalen, Gaildorf, Neresheim, Ellwangen).